# GIOVE (satellite)
Pour les articles homonymes, voir Giove (homonymie).

Logotype des satellites Giove.

GIOVE est le nom donné à chacun des satellites destinés à tester le système de positionnement Galileo. Ils étaient précédemment désignés chacun par Galileo System Test Bed (« Banc d'essai du système Galileo », ou GSTB).
GIOVE est un acronyme signifiant Galileo In-Orbit Validation Element (« élément de validation en orbite de Galileo » en anglais) ; il s'agit également du mot italien pour Jupiter. Il a été choisi en hommage à Galilée qui découvrit les quatre premiers satellites naturels de Jupiter et les utilisa ensuite comme horloge pour déterminer la longitude d'un point à la surface de la Terre.

## Satellites lancés

### GIOVE-A
GIOVE-A (anciennement désigné par GSTB-V2/A) a été construit par Surrey Satellite Technology Ltd (SSTL). Son principal objectif est d'occuper la fréquence allouée au système Galileo par l'Union internationale des télécommunications afin de ne pas en perdre le droit d'utilisation. 
Il est également destiné à tester une horloge atomique au rubidium et les caractéristiques orbitales des futurs satellites.

#### Lancement
GIOVE-A a été lancé le 28 décembre 2005 depuis le cosmodrome de Baïkonour.
Il a atteint son orbite définitive le 9 janvier 2006.

#### Transmission de signaux Galileo
GIOVE-A a commencé à émettre des signaux le 12 janvier 2006.
Et le 7 mai 2007 son générateur de signal Galileo (NSGU) a transmis avec succès le premier message de navigation Galileo.

### GIOVE-B
GIOVE-B (anciennement désigné par GSTB-V2/B) a une mission similaire à GIOVE-A, mais en plus :
- utilise une horloge atomique basée sur un maser à hydrogène
- possède un système de transmission de signaux amélioré fournissant des « tops » chronologiques dix fois plus stables que ceux des horloges au rubidium, devenant la référence temporelle la plus stable jamais envoyée en orbite, le satellite de navigation le plus performant du monde[3].

GIOVE-B a été fabriqué par EADS Astrium Satellites (Allemagne) et Thales Alenia Space (Italie).

#### Lancement
Son lancement a été effectué le 27 avril 2008 depuis le cosmodrome de Baïkonour, Kazakhstan, à 04h16 heure locale (00h16 heure de Paris), par une fusée Soyouz-Fregat, exploitée par Starsem. 
Les toutes premières phases du lancement (décollage de la fusée Soyouz, largage du premier étage comprenant les 4 boosters, largage du second étage) ont été réalisées avec succès, selon une trajectoire nominale.
L'étage supérieur Fregat a effectué une série de manœuvres afin d'atteindre une orbite circulaire, à une altitude d'environ 23 200 km, ayant un angle d'inclinaison de 56 degrés par rapport au plan de l'équateur ; il a pu insérer le satellite en orbite moyenne en toute sécurité 3h 45 plus tard. Les deux panneaux solaires qui alimentent le satellite en énergie se sont correctement déployés et étaient totalement opérationnels à 05:28 (heure de Paris).

#### Transmission de signaux Galileo
GIOVE-B a émis ses premiers signaux de navigation Galileo (mai 2008), « une étape véritablement historique pour la navigation par satellite », selon l’Agence spatiale européenne (Esa).
« Maintenant que GIOVE-B diffuse dans l’espace son signal de haute précision, nous avons la preuve tangible que Galileo pourra fournir les services de localisation par satellite les plus performants, tout en étant compatible et interopérable  avec le GPS » américain, a souligné le chef du projet Galileo, Javier Benedicto.

#### Interopérabilité avec les signaux émis par les satellites GPS
Le signal émis par ce satellite GIOVE-B pour la première fois est un signal commun GPS-Galiléo utilisant une modulation optimisée spécifique dénommée MBOC (en) (porteuse à forme d’onde binaire décalée multiplexée).
Conformément à un accord conclu entre l’Union européenne (UE) et les États-Unis le 26 juillet 2007, après des mois de négociation, pour leur système respectif, à savoir le futur GPS III (à partir de 2013) et Galileo, a précisé l’ESA. Cet accord est la concrétisation technique d’un accord sur la cohabitation de Galileo et du GPS américain signé en juin 2004, après de longues années de négociation, qui garantit l’interopérabilité des deux systèmes de navigation. 
Les signaux GPS pourront être enrichis grâce aux satellites lancés par l’Union Européenne et les signaux Galileo enrichis par les satellites nord américains. De quoi apporter une meilleure qualité de service dans la gestion de flotte ou les systèmes autonomes de navigation GPS. Et ceci contrairement aux autres technologies similaires dont Glonass (Russie) ou Beidou (Chine).
De quoi renforcer la position commerciale du système Galileo, par rapport aux systèmes concurrents Glonass (russe) ou Beidou (chinois), qui ont pu mettre à profit les délais du lancement de Galileo (cinq ans de décalage par rapport aux plans initiaux) pour rattraper leur retard par rapport au système européen.

## Satellite annulé

### GIOVE-A2
Un autre satellite de test, nommé GIOVE-A2 et construit comme GIOVE-A par la société britannique Surrey Satellite Technology Limited, était en construction, pour être mis en orbite s'il arrivait quelque chose à GIOVE-A ou GIOVE-B. Mais sa construction a été interrompue à la suite du succès du lancement et des tests en orbite de GIOVE-B.
Ce satellite aurait eu pour mission notamment de valider le choix de certaines fréquences en utilisation réelle. Le satellite GIOVE-A2 aurait également représenté quelques innovations technologiques par rapport à son prédécesseur GIOVE-A, permettant de recevoir depuis la terre de plus nombreux signaux[réf. nécessaire].